# ماريو لوبيز فالديز
ماريو لوبيز فالديز (بالإسبانية: Mario López Valdez)‏ (18 يناير 1957 - ) هو سياسي مكسيكي، خريج محاسبة من المعهد التكنولوجي في لوس موتشيس. في عام 1984، أسس سلسلة متاجر مالوفا الأجهزة "MALOVA" أما حزبياً، نشط في حزب العمل الوطني.

## نبذة
ماريو لوبيز فالديز ، من مواليد كوبيري دي لا لوما ، سينالوا ، خريج محاسبة من المعهد التكنولوجي في لوس موتشيس . في عام 1984 ، أسس سلسلة متاجر مالوفا "MALOVA" للأجهزة.

## الحياة السياسية
في عام 2002، تم انتخاب لوبيز فالديز رئيسًا لبلدية أهومي وعاصمتها لوس موتشيس. وفي عام 2005، عيّنه الحاكم خيسوس أغيلار باديلا وزيراً للتخطيط والتنمية لحكومة الولاية. وتم انتخابه عضوا في مجلس الشيوخ في عام 2006.